# Skeppsbrohuset
Skeppsbrohuset är en byggnad i kvarteret 52 Stora Bommen vid Skeppsbroplatsen 1 i stadsdelen Inom Vallgraven i Göteborg.
Skeppsbrohuset, som har sju våningar, ritades av Vilhelm Mattson och uppfördes 1934–1935 (togs i bruk på hösten) av byggnadsfirman F O Peterson & Söner för Bröderna Kanold. Fasaden består av ljusa naturstensplattor i silvergnejs. Den bärande stommen består av järnbalkar, vilka är kringgjutna av betong, enligt system från amerikanska skyskrapor. Grundläggningen utfördes med den så kallade Frankimetoden, där man pålade med stålrör, vilka gav en särskild klang ifrån sig när de nådde berget. Samtidigt som det sakta drogs upp, fylldes röret med  betong. Man erhöll därmed ökad stabilitet, genom att betongen trycktes ut i mellanliggande kaviteter i jord- och lerlagren. Skeppsbrohuset var ett pionjärbygge även i andra avseenden, såsom exteriörens funkis och att aluminium kom till användning till utomhusräcken och dylikt: många menade att västkustklimatet skulle ta kål på metallen, men den visade sig hålla bra.
Fönstren gjordes stora för att maximera ljusinsläppet och hörnet mot Stenpiren är rundat. Takvåningen var ursprungligen indragen och hade en terrass, vilken byggdes in på 1980-talet.
Byggnaden var en av de första i Göteborg uppförd med stomme i järnbalkar och presenterades på 1930-talet som "en kontors- och bostadsfastighet som står på höjden av vad som för närvarande kan åstadkommas".
Huset innehöll kontor (bland annat för Adolf Bratt & Co) och bostadslägenheter. Hotell och restaurang Victors, senare Hotell Göteborg, var inrymt i byggnaden.
Vid uppförandet av Skeppsbrohuset planerades för en utbyggnad mot Lilla Badhusgatan, men kontorshuset i den delen av kvarteret kom att uppföras först år 1965. Det ritades av Lundin & Valentin arkitekter och uppfördes, liksom Skeppsbrohuset, åt Bröderna Kanold.
Svenska Stadshotell sålde 2015 hotellet till Nordic Choice Hotels, varvid det utökas från 72 till närmare 200 rum och den mongoliska restaurangen Bamboo stängs.